# Ramona Parra
Ramona Aurelia Parra Alarcón, (28 mai 1926 — 28 janvier 1946) est une jeune chilienne, militante du Parti communiste chilien. Elle est morte à l'âge de 19 ans pendant une manifestation à Santiago en 1946, connue sous le nom de « massacre de la Place Bulnes ».

## Biographie

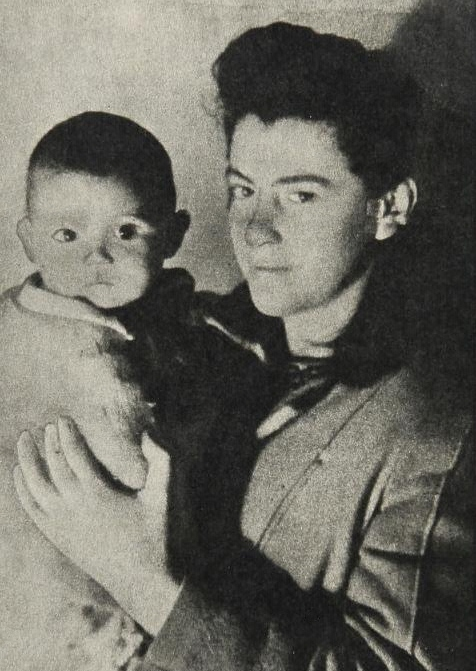
Ramona Parra un an avant sa mort, avec le fils d'une compagne de travail.

Fille de Manuel Parra et Aurelia Alarcón,, Ramona Parra a effectué ses études primaires chez les religieuses carmélites.
Elle rejoint les Jeunesses communistes le 15 janvier 1944, avec ses sœurs Flor, Olga et Irma.
Elle entre à l'Institut supérieur de commerce pour étudier la comptabilité. En 1945, elle commence à travailler dans les laboratoires Recalcine et continue ses études en cours du soir.
Dans les Jeunesses communistes, elle s'investit dans la commission de propagande, tandis qu'à Recalcine, elle rejoint un syndicat.
Début 1946, une grève des travailleurs du Salitre des bureaux Mapocho et Humberstone est réprimée par le gouvernement d'Alfredo Duhalde, ce qui provoque une division avec la Confédération de Travailleurs du Chili, qui organise une manifestation sur la place Bulnes de Santiago le 28 janvier 1946,. Au cours de celle-ci ont lieu des affrontements avec les Carabiniers, qui tirent sur la foule. Ramona Parra reçoit un tir à la tête, et meurt à l'hôpital 15 minutes plus tard.

## Hommages
Dans les années 1960 naissent les Brigades Ramona Parra en son hommage. En 1970, Víctor Jara lui consacre une chanson intitulée BRP, sur une musique de Celso Garrido Lecca.

### Poésie
Pablo Neruda a écrit le poème Los Llamo,.